# شهر هالمستاد
شهر هالمستاد (به سوئدی: Halmstads kommun) یک ناحیه شهری در سوئد است که در استان هاللاند واقع شده‌است.

## خواهرخوانده
شهرهای Stord و Gentofte Municipality خواهرخوانده‌های شهر هالمستاد هستند.